# Luis Jiménez
Luis Antonio Garcés Jiménez (* 17. Juni 1984 in Santiago de Chile) ist ein ehemaliger chilenischer Fußballspieler, er spielte auf der Position eines Mittelfeldspielers.

## Karriere

### Im Verein
Luis Jiménez begann seine Karriere bei dem chilenischen Verein CD Palestino und spielte dort von 2001 bis 2002. Zur Saison 2002/03 wechselte Jimenez erstmals ins Ausland, und zwar zu Ternana Calcio, wo er bis zur Winterpause der Saison 2005/06 blieb, ehe er zum Serie-A-Verein AC Florenz verliehen wurde. Jiménez galt als großes Talent, was er in Florenz bereits unter Beweis stellte, denn schon nach kurzer Zeit hatte er sich hier einen Stammplatz erkämpfen können und erzielte in der laufenden Saison insgesamt drei Tore in 19 Spielen.
Am 15. Januar 2007 wechselte er per Leihe für 1 Million € zu Lazio Rom. Der Verein hatte zudem die Option, Jiménez nach der Saison für 11 Millionen € zu kaufen.
Zur Saison 2007/08 kam er zum italienischen Meister Inter Mailand, der ihn ebenfalls ausgeliehen hatte. Außerdem gelang ihm in seinem zweiten internationalen Auftritt – dem Champions-League-Spiel Fenerbahçe Istanbul am 27. November 2007 – sein erster Treffer auf europäischem Parkett. In der Saison 2008/09 wurde er von Inter endgültig verpflichtet.
Nach einer enttäuschenden Saison mit großen Verletzungsproblemen entschieden die Inter-Verantwortlichen, Jiménez nach England – an West Ham United – zu verleihen. Der Klub aus London hatte zudem die Option, den Mittelfeldspieler im folgenden Sommer zu kaufen. Die Londoner zogen die Option jedoch nicht und so kehrte Jiménez zu seinem Verein Inter Mailand zurück.
Im Februar 2010 wurde er an den italienischen Verein FC Parma verliehen. Im Sommer 2010 kehrte er zu Ternana Calcio zurück, wurde aber direkt an den zur Saison 2010/11 aufgestiegenen Serie-A-Club AC Cesena verliehen. Im Sommer 2011 wechselte er von Ternana Calcio zu Al-Ahli nach Dubai. Etliche Stationen in Katar und Saudi-Arabien folgten vor der 2020 beginnenden Station beim CD Palestino. 2022 lösten der Klub und Jiménez den Vertrag auf und der Mittelfeldspieler wechselte im Juli zum CD Magallanes. Im November desselben Jahres, nach dem Aufstieg des Klubs, verkündete Jiménez sein Karriereende.

### In der Nationalmannschaft
Jiménez gab sein Debüt in der A-Nationalmannschaft am 28. April 2004 während eines Freundschaftsspiels gegen die peruanische Nationalmannschaft. Seine ersten beiden Treffer erzielte er am 9. Juni 2006 im Qualifikationsspiel zur WM 2006 gegen die venezolanischen Nationalmannschaft.
Im Sommer 2004 nahm Jiménez mit Chile an der Copa América teil und schied bereits in der Vorrunde aus.

## Erfolge/Titel
- Italienischer Meister: 2008, 2009
- Italienischer Supercupsieger: 2008

## Privates
Jiménez ist seit 2006 mit dem chilenischen Model María José López verheiratet.